# 水原乙
水原 乙（みずはら おと、1991年〈平成3年〉1月23日 - ）は、日本のグラビアアイドル。東京都足立区出身。

## 略歴
2017年「姉ageha」9月号から読者モデルとして2018年7月号まで掲載。
2019年グラビア活動開始。
ミスFLASH2019ファイナリスト。
第6回アサ芸Secretグランプリ。

## 人物
もともとは読者モデルをしていたが、胸が大きく洋服より胸が主張してしまうという葛藤からグラドルに転向した。
豊満なボディから「乙パイ」の愛称で呼ばれている。
憧れのグラドルは当時同じ事務所に所属していた「森咲智美」とインタビューで述べている。
趣味は旅行、ミニマリスト生活。
特技はマッサージ、短距離、水泳、剣道。
海外旅行が好きで韓国へ短期留学の経験がある。

## 出演

### テレビ番組
- 「超マジかよ!!」（千葉テレビ、2017年10月 - 2018年1月）
- 「プレリュード〜明日へのステージ」（テレビ信州、2018年11月20日）
- 「月刊MSA ドコかde談話」（テレビ信州、2018年12月26日）
- 東京オーディション（仮）（TOKYO MX、2018年10月）

### ラジオ
- 渋谷クロスFM（2020年4月12日）

## 作品

### 雑誌
- andGIRL（主婦の友社、2017年2月-2019年5月）
- 姉ageha（主婦の友社、2017年9月-2018年7月）
- アサ芸Secret（徳間書店、2019年4月）
- ミスFLASH（光文社、2019年）
- アサヒ芸能（徳間書店、2019年4月）
- EX MAX!（文友舎、2019年7月）
- 実話ナックルズSPECIAL2019秋（大洋図書、2019年9月）ISBN 9784813027669

### イメージビデオ
- 「おとめぼれ」（INTEC、2019年11月）
- 「オトなの恋をしようよ」（INTEC、2020年）
- 「愛のおとずれ」（INTEC、2020年）
- 「これが売れなきゃグラビア引退」（スパイスビジュアル、2025年3月）

### VR
- 「身近過ぎるグラビア」（FANTASTICA、2018年10月）
- 「水原乙act2」（FANTASTICA、2018年10月）

### 写真集
- 「水原乙デジタル写真集」第1弾〜第7弾（2018年10月 - 2019年2月）